# Penstemon sepalulus
Espèce
Penstemon sepalulus  est une espèce de plantes de la famille des Plantaginacées, originaire d'Amérique du Nord. Elle est connue sous le nom de       Littlecup Beardtongue en anglais.

## Description
Cette espèce est pérenne, native de l’Utah et peut atteindre 90cm de haut. Les fleurs sont généralement de couleur violette.